# Конкордия-ду-Пара

Конкордия-ду-Пара на карте штата.

Конкордия-ду-Пара (порт. Concórdia do Pará) — муниципалитет в Бразилии, входит в штат Пара. Составная часть мезорегиона Северо-восток штата Пара. Входит в экономико-статистический микрорегион Томе-Асу. Население составляет 28 216 человек на 2010 год. Занимает площадь 690,947 км². Плотность населения — 40,84 чел./км².

## Демография
Согласно сведениям, собранным в ходе переписи 2010 г. Национальным институтом географии и статистики (IBGE), население муниципалитета составляет:
| Полное население                               | Полное население                               | Полное население                               | Полное население                               | 28 216 |
| ---------------------------------------------- | ---------------------------------------------- | ---------------------------------------------- | ---------------------------------------------- | ------ |
| в том числе:                                   | Городское население                            | 15 088                                         | Процент городского населения, %                | 53,47  |
|                                                | Сельское население                             | 13 128                                         | Процент сельского населения, %                 | 46,53  |
|                                                | Мужское население                              | 14 590                                         | Процент мужского населения, %                  | 51,71  |
|                                                | Женское население                              | 13 626                                         | Процент женского населения, %                  | 48,29  |
| Плотность населения, чел/км²                   | Плотность населения, чел/км²                   | Плотность населения, чел/км²                   | Плотность населения, чел/км²                   | 40,84  |
| Население муниципалитета в % к населению штата | Население муниципалитета в % к населению штата | Население муниципалитета в % к населению штата | Население муниципалитета в % к населению штата | 0,37   |

По данным оценки 2015 года население муниципалитета составляет 31 352 жителя.

## Статистика
- Валовой внутренний продукт на 2003 год составляет 46 553 603,00 реалов (данные: Бразильский институт географии и статистики).
- Валовой внутренний продукт на душу населения на 2003 год составляет 2003,08 реалов (данные: Бразильский институт географии и статистики).
- Индекс развития человеческого потенциала на 2000 год составляет 0,660 (данные: Программа развития ООН).

## Важнейшие населенные пункты
| № | Населённый пункт  | Населённый пункт (порт.) | Категория | Население чел. (2010) | На карте                       |
| - | ----------------- | ------------------------ | --------- | --------------------- | ------------------------------ |
| 1 | Конкордия-ду-Пара | Concórdia do Pará        | город     | 15 088                | 1°59′36″ ю. ш. 47°56′41″ з. д. |